# 제이드 (음악가)
제이드(Jade 본명: 박종대, 1981년 2월 7일 ~ )는 대한민국의 베이시스트 및 음악가이다.

## 학력
- 광명고등학교 졸업
- 성균관대학교 화학공학과

## 인물
그의 본명은 박종대이고, 부산 광명고등학교를 졸업하였고, 성균관대학교 화학공학과를 다녔다. 2007년부터 현재까지 대한민국의 록 밴드 N.EX.T의 베이시스트로 활동하고 있다.
2014년부터는 '넥스트 유나이티드'로 개편된 넥스트에 참여하고 있다.
제이드라는 예명은 그의 이니셜 JD에서 착안해 신해철이 지어줬다. '박종대'라는 본명이 록스타로서 어울리지 않아 지어줬다고 한다.
넥스트에 들어가기 전에는 존 디콘 스타일의 차분하고 정확한 연주를 하는 베이시스트였는데, 넥스트에 들어간 후 '온갖 헤드 뱅잉과 각종 아크로바틱 액션을 부리는' 베이시스트로 변했다고 한다.

## 활동

### 2000년
- 압구정 POWER HOUSE 실용음악학원 실장 역임

### 2001 ~ 2003년
- 해군 군악대 (130기 제대, 군복무 기간 중 2002 한-일 월드컵, 2002 부산 아시안 게임 참여 :각종 행사 및 메달 시상식)

### 2003년
- 한국인형극회 뮤지컬 '크리스마스의 꿈' 공연 베이스 세션(2003.12)

### 2004년
- 플러렌 베이스 기타 세션

### 2005년
- 퓨전밴드 'J`s Trio'(MBC 연중기획 '교육이 미래다' 출연 - 2005.10.02, 앨범 THE SONGS FROM THE SKY)[4]
- CCM 밴드 'NEONOVA' 베이스 세션
- 10.26 SBS 김윤아의 뮤직웨이브 소찬휘 베이스 연주

### 2006년
- CTS 기독교방송 ‘내가 매일 기쁘게’ 방송세션

### 2007년
- MBC 드라마 '궁S' O.S.T. 참여 (YELLOWTAIL)
- 영  화 ‘쏜다’ O.S.T. 참여
- 영  화  'd-war' TRIBUTE ALBUM 참여
- 05.26  GHOST ON STAGE 공연 (N.EX.T) - ETN 방송
- 06.09  6월항쟁 20주년 기념 민주주의 축제 (대구) 공연 (N.EX.T)
- 06.24  GHOST ON STAGE 공연 (N.EX.T) - ETN 방송
- 07.07 롯데면세점 2007 여름 패밀리콘서트 (N.EX.T)
- 07.22  KBS 해피선데이 불후의 명곡 방송 출연 (N.EX.T)
- 08.08 제천국제음악영화제  전야제
- 08.11 tvN 대한민국 음악축제 (N.EX.T)
- 08.12 제6회 충주 호수축제 (N.EX.T)
- 08.18 동두천 락 페스티발 (N.EX.T)
- 08.25 고스트 온 스테이지 (N.EX.T)
- 08.31 KBS원주방송국 개국 43주년, 제11회 원주시민의 날 기념 '한마음콘서트' (N.EX.T)
- 09.02 KDF ROCK FESTIVAL 진주 (N.EX.T)
- 09.15 Jump Guro 2007 OPEN THE FUTURE! Future Concert (N.EX.T)
- 10.06~07 김세황 조인트 콘서트 기타 연주
- 10.09 SBS RADIO LOVE FM 남궁연의 고릴라디오 출연
- 10.14 대한민국 라이브 뮤직 페스티발(N.EX.T)
- 10.19 제1회 서울충무로국제영화제(N.EX.T)
- 11.24 올림픽공원 내 올림픽 홀 2007 신해철 20주년 콘서트 Electric Circus 세션
- 12.24~25 넥스트 콘서트 Anti-Christmas (N.EX.T)

### 2008년
- 06. 부활 트리뷰트 앨범 참여 (N.EX.T)
- 07.18 ~ 19 멜론악스홀 신해철 데뷔 20주년 앨범발매 기념콘서트 세션
- 07.26 문화콘서트 난장 - 넥스트 트리뷰트 (N.EX.T)
- 08.01 제2회 경포 락 페스티벌 (N.EX.T)
- 08.08 한여름밤 신정호 축제 및 별빛영화제 (N.EX.T)
- 08.15 동두천 락 페스티벌 (N.EX.T)
- 08.19 텔레콘서트(N.EX.T)
- 09.06 신라 락페스티벌(N.EX.T)
- 09.07 상상마당 개관 1주년 N.EX.T 기념콘서트 (N.EX.T)
- 09.27 영남대 락 페스티벌 (N.EX.T)
- 10.15 광주 KBS 가을콘서트 '청량'(N.EX.T)
- 11.01 KBS 울산홀 2008 N.EX.T ‘awakening’ tour (N.EX.T)
- 11.07 KBS 윤도현의 러브레터 (N.EX.T)
- 12.06 일산 아람누리 아람극장 2008 N.EX.T ‘awakening’ tour (N.EX.T)
- 12.08 N.EX.T 6집 Part 1 발매 (N.EX.T)
- 12.13 대구시민회관 대극장 2008 N.EX.T ‘awakening’ tour (N.EX.T)
- 12.18 EBS TV 스페이스 공감 (N.EX.T)
- 12.24 서울 연세대학교 2008 N.EX.T ‘awakening’ tour (N.EX.T)

### 2009년
- 01.21 KBS radio 소유진의 FM인기가요 (N.EX.T)
- 05.10 Hi Seoul festival 폐막식 공연 참여 (N.EX.T)
- 6.21 노무현 대통령 추모콘서트 '바람이 분다' 공연 참여 (N.EX.T)
- 07.04 N.EX.T awakening world tour in U.S.A ford amphitheatre, hollywood ca (N.EX.T)
- 07.06 노무현 대통령 추모콘서트 '바람이 분다' 부산 공연 참여 (N.EX.T)
- 07.19 머드 Rock-festival (N.EX.T)
- 07.25 펜타포트 락 페스티벌 (N.EX.T)
- 12.24 ~ 25 N.EX.T christmas concert in Busan 롯데백화점 (N.EX.T)

### 2010년
- 01. 강남 싸이렌 음악원 베이스 강사(2010.1 ~ 2011.12)
- 01.01 광주 MBC 신년 축하 방송 (N.EX.T)
- 04.17 서강대학교 개교 50주년 기념 행사 (N.EX.T)
- 05.29 부천 시청 주최 락 콘서트 (N.EX.T)
- 06.05 2010 대한민국 라이브 뮤직 time to rock festival (N.EX.T)
- 06.11 대구 동성로 축제 (N.EX.T)
- 06.22 청주 KBS 라이브 스테이지 레인보우 (N.EX.T)
- 08.15 동두천 락 페스티벌 (N.EX.T)
- 09.04 Viva korea rock festival (N.EX.T)
- 09.11 Asian beat yamaha festival (N.EX.T)
- 10.31 제1회 창원 국제 인터렉티브 뮤직페스티벌 (N.EX.T)
- 11.13 제 3회 프랑스 문화 축제 (N.EX.T)
- 11.14 롯데 백화점 청량리점 문화공연 (N.EX.T)
- 12.11 닥터마틴 rock concert (N.EX.T)
- 12.24 ~ 25 N.EX.T christmas concert 연세대학교 (N.EX.T)

### 2011년
- 05.19 청운대학교 축제 (n.ex.t)
- 07.05 Mnet 《윤도현의 MUST》 출연 (N.EX.T)
- 08.13 경주 세계문화 엑스포 공연 (N.EX.T)
- 08.16 춘천 KBS 이한철의 올댓뮤직 출연 (N.EX.T)
- 09.24 위대한 콘서트 season 1 (n.ex.t)
- 10.15 KBS top 밴드 결승전 축하공연 (N.EX.T)
- 10.15 목포 영암 F1 코리아 그랑프리 락 페스티벌 (N.EX.T)
- 12.24 N.EX.T christmas concert 대웅제약 베어홀 (N.EX.T)

### 2012년
- 01. SBS 드라마 《부탁해요 캡틴》 음악 작,편곡 및 연주
- 03. JTBC 드라마 《프로포즈 대작전》 o.s.t 중 이지훈 `be my heart` 편곡 및 연주
- 09. 채널 A 드라마 《판다양과 고슴도치》 o.s.t `promise`, `사랑이 멈추다` 베이스 연주
- 10. 가인 솔로 `피어나` 베이스 연주

### 2013년
- 10.26 ~ 28 대학가요제 포에버 2013  (N.EX.T)
- 12.14 7080 대학가요제 울산 (N.EX.T)
- 12.21 7080 대학가요제 창원 (N.EX.T)
- 12.25 7080 대학가요제 수원 (N.EX.T)

### 2014년
- 06.20 신해철 솔로6집 발매 기념 쇼케이스 (N.EX.T)
- 09.20 신해철 WITH NEXT. Utd. 《REBOOT YOURSELF TOUR》(NEXT. Utd.)
- 10.02 인하대학교 축제 비룡제 공연 (NEXT. Utd.)
- 10.11 대한민국 라이브 페스티벌 (NEXT. Utd.)
- 12.27 NEXT. Utd. 콘서트 《민물장어의 꿈 - 서울》(NEXT. Utd.)

### 2015년
- 01.22 하이원 서울가요대상
- 02.25 KOMCA 아티스트상(N.EX.T)
- 02.28 NEXT. Utd. 콘서트 《민물장어의 꿈 - 부산》(NEXT. Utd.)
- 03.28 신해철 거리만들기 토크콘서트 《굿바이 해철 날아라 크롬》(N.EX.T)
- 08.22 2015 파크콘서트 (성남) 《마왕! 신해철을 추억하다!》(N.EX.T)
- 08.24 ~    백석예술대학 출강
- 09.26 KBS 불후의 명곡: 전설을 노래하다 <함께해서 더욱 행복한 오늘, 한가위 특집> 방송 출연 (최승돈& 홍경민 팀(영일만친구) 베이스 연주)
- 10.10 2015 EBS FM 영어콘서트 I Love English! I Love EBS FM! <당신의 꿈을 응원합니다> 홍경민 베이스 라이브세션
- 10.24 KBS 불후의 명곡: 전설을 노래하다 <그리운 그대에게 故신해철 1주기> 방송 출연 (N.EX.T(그대에게), 홍경민 팀(안녕) 베이스 연주) _홍경민 팀 최종우승
- 10.27 신해철 'Welcome to the Real World' 발매 (I Want It All, Welcome to the Real World : 베이스 연주,Co-produced/ Pink Monster : Co-produced)
- 11.14 KBS 불후의 명곡: 전설을 노래하다 <자유를 노래한 아름다운 사람, 안치환편> 방송 출연 (홍경민 팀(귀뚜라미) 베이스 연주)
- 12.13 신해철 추모 N.EX.T 콘서트 《Here, We Stand For You》(N.EX.T)

### 2016년
- 02.12 의료법 개정 촉구 콘서트 (N.EX.T)
- 05.27 홍차(HONGCHA)- 홍경민, 차태현 '힘내쏭' 베이스 연주[5]
- 07.18 모바일게임 '크라이(CRY)' OST[6] (N.EX.T)
- 10.07 MU:CON Seoul 2016 Gibson stage (N.EX.T)
- 10.22 Band Reboot Ourselves 콘서트 'UNLEASH YOURSELF' 게스트
- 10.27 현대카드 curated 28 故신해철 2주기 추모 공연 (N.EX.T)
- 12.03 박근혜 퇴진 제6차 범국민행동 촛불집회 공연 (N.EX.T)
- 12.26 삼익면세점 송년의 밤 in 삼익악기 엠팟홀 (N.EX.T)

### 2017년
- 01.17 제19대 대통령 선거 문재인 후보 테마송 'Hey, 든든 씨' 베이스 레코딩
- 02.14 Mayones Bass Endorsement Artist 선정, Roland Boss Endorsement Artist 선정
- 04.01 '신해철 고스트스테이션 리부트' 런칭 행사 게스트
- 10.21 KBS 불후의 명곡: 전설을 노래하다 <故신해철 3주기> 방송 출연 (김현성 팀 - Here, I Stand For You 베이스 연주)
- 11.04 Band Reboot Ourself 콘서트 'Rebuild Yourself' 게스트
- 11.19 신해철 3주기 추모 공연 《마왕의 귀환》 (N.EX.T)

### 2018년
- 10.27 통일부 주최 유니 뮤직 레이스 결승전 축하공연

### 2019년
- 10.19 제10차 여의도 촛불문화제 공연
- 11.30 제13차 여의도 촛불문화제 공연

### 2021년
- 08.28 New Beginnings with Kpop Superfest

### 2022년
- 08.13 KBS 불후의 명곡: 전설을 노래하다 <송골매편> 방송 출연 (라포엠 - 새가 되어 날으리 베이스 연주)

### 2023년
- 11.04 KBS 불후의 명곡: 전설을 노래하다 <오 마이 스타 특집> 방송 출연 (마이클 리 & 윤형렬 - Livin' La Vida Loca 베이스 연주)

### 2024년
- 06.15 김수현 ASIA Tour in Bangkok 공연 베이스 연주(Thunder Dome)

- 06.22 ~ 06.23 김수현 ASIA Tour in Japan 공연 베이스 연주(PIA Arena)

- 06.29 김수현 ASIA Tour in Manila 공연 베이스 연주(Araneta Coliseum)

- 07.06 김수현 ASIA Tour in Taipei 공연 베이스 연주(NTSU Arena)
- 07.20 ~ 07.21 2024 ARTMS World Tour <Moonshot> 공연 베이스 연주(이화여자대학교 삼성홀)
- 08.10 김수현 ASIA Tour in Hong-Kong 공연 베이스 연주(Asiaworld-Expo, Hall 10)
- 09.07 김수현 ASIA Tour in Jakarta 공연 베이스 연주(Sentul International Convention Center)
- 10.19 김수현 ASIA Tour in Seoul 공연 베이스 연주(Korea University Hwajung Gymnasium)

### 2025년
- 05.24 김기태 소극장 콘서트 [숨처럼] 공연 베이스 연주(이화여자대학교 ECC 영산극장)
- 06.05 김장훈 김기태 유쾌한 콘서트 공연 베이스 연주(아산시 평생 학습관 아트홀)

2008년, N.EX.T의 리더인 신해철이 당시 SBS 러브FM에서 라디오 프로그램 고스트스테이션을 진행하던때 방송에 다른 멤버들과 함께 게스트로 참여하였다.
그 프로그램에서 팀의 기타리스트인 김세황이 그를 가명인 제이드와 성을 합쳐서 제이드박 이라고 부르기 시작하였고,
그리하여 그는 팬들 사이에서 제이드박이라는 별명으로 불리고 있다.

## 발매 앨범

### N.EX.T
- 666 Trilogy Part I (2008)
- I Want It All (Demo 0.7) (2014)